# Vebjørn Rodal
Vebjørn Rodal (ur. 16 września 1972 w Rennebu) – norweski lekkoatleta, specjalizujący się w biegu na 800 metrów.
Wystąpił na w tej konkurencji igrzyskach olimpijskich w 1992 w Barcelonie, gdzie dotarł do półfinału, podobnie jak na mistrzostwach świata w 1993 w Stuttgarcie. Pierwszy medal na międzynarodowych zawodach zdobył na mistrzostwach Europy w 1994 w Helsinkach, gdzie zajął 2. miejsce w biegu na 800 metrów, przegrywając jedynie z Andreą Benvenutim z Włoch, a wyprzedzając Hiszpana Tomása de Teresę. Został brązowym medalistą na tym dystansie na mistrzostwach świata w 1995 w Göteborgu, za reprezentującym Danię Wilsonem Kipketerem i Arthémonem Hatungimaną z Burundi.
Na igrzyskach olimpijskich w Atlancie w 1996 zdobył złoty medal, wyprzedzając Hezekiéla Sepenga z Południowej Afryki i Freda Onyanchę z Kenii oraz ustanowił swój rekord życiowy (1:42,58), który był wówczas również rekordem olimpijskim. Zwycięzca superligi pucharu Europy w 1997. Na mistrzostwach świata w 1997 w Atenach zajął 5. miejsce. Podczas halowych mistrzostw Europy w 1998 w Walencji zdobył brązowy medal, za Nilsem Schumannem z Niemiec i Marko Koersem z Holandii. Na mistrzostwach świata w 1999 w Sewilli odpadł w eliminacjach, a na igrzyskach olimpijskich w 2000 w Sydney w półfinale. 
Sześciokrotnie był mistrzem Norwegii w biegu na 800 metrów (1992, 1996, 1997, 1999, 2000, 2002) oraz dwukrotnie w biegu na 1500 metrów (1995 i 1997). W 1994 został halowym mistrzem kraju w biegu na 400 metrów. W 1996 został wybrany Sportowcem Roku w Norwegii.

## Rekordy życiowe
- bieg na 800 metrów – 1:42,58 (1996) rekord Norwegii
- bieg na 800 metrów (hala) – 1:46,28 (1997) rekord Norwegii
- bieg na 400 metrów – 46,56 (1994)
- bieg na 600 metrów (hala) – 1:15,86 (1998) rekord Norwegii